# Лобчек
Лобчек (словен. Lobček), је насељено место југоисточно од Гросупља у општини Гросупље у централној Словенији покрајина Долењска. Општина припада регији Средишња Словенија.
Налази се на надморској висини 374,4 м, површине 0,4 км². Приликом пописа становништва 2002. године насеље је имало 131 становника.

## Историја
Лобчек је раније био заселак подељен између Великог Млачева, Заградеца при Гросупљем, и Жалне. Године 1983. је одвојен од ових насеља и формиран као независно насеље.